# South Horizons (stacja MTR)
South Horizons (chiński: 海怡半島) – jedna ze stacji MTR, systemu szybkiej kolei w Hongkongu, na South Island Line. Została otwarta 28 grudnia 2016. 
Znajduje się w Ap Lei Chau, w dzielnicy Southern, na wyspie Hongkong.